# NGC 5476
NGC 5476 је спирална галаксија у сазвежђу Девица која се налази на NGC листи објеката дубоког неба.
Деклинација објекта је - 6° 5' 32" а ректасцензија 14h 8m 8,4s. Привидна величина (магнитуда) објекта NGC 5476 износи 12,8 а фотографска магнитуда 13,4. NGC 5476 је још познат и под ознакама MCG -1-36-9, IRAS 14055-0551, PGC 50429.